# La Competencia
La Competencia är en ort i Mexiko.   Den ligger i kommunen Gómez Palacio och delstaten Durango, i den centrala delen av landet, 800 km nordväst om huvudstaden Mexico City. La Competencia ligger 1 123 meter över havet och antalet invånare är 658.
Terrängen runt La Competencia är platt. Runt La Competencia är det tätbefolkat, med 411 invånare per kvadratkilometer. Närmaste större samhälle är Torreón, 17,9 km sydost om La Competencia. Omgivningarna runt La Competencia är i huvudsak ett öppet busklandskap.